# Triatlón en los Juegos Suramericanos de 2014 - Relevos Mixtos
La prueba de Relevos Mixtos de triatlón en Santiago 2014 se llevó a cabo el 9 de marzo de 2014 en el borde costero de Viña del Mar. La prueba fue desarrollada con distancia olímpica: 1500 metros de natación, 40 kilómetros de ciclismo y 10 kilómetros de pedestrismo. Cada equipo compitió con 4 competidores (2 mujeres y 2 hombres), y debían entregar un testimonio a su compañero de relevo. Participaron 6 equipos.

## Resultados
| Rank              | Nacionalidad | Triatletas                                                               | Tiempo Total | Diferencia |
| ----------------- | ------------ | ------------------------------------------------------------------------ | ------------ | ---------- |
| Medalla de oro    | Brasil       | Beatrice Neres da Silva Pamella Oliveira Danilo Souza Diogo Sclebin      | 1:09:44      |            |
| Medalla de plata  | Chile        | Valentina Carvallo Bárbara Riveros Luis Barraza Gaspar Riveros           | 1:09:47      | +0:00:03   |
| Medalla de bronce | Argentina    | Romina Biagioli María Victoria Rivero Luciano Farías Gonzalo Tellechea   | 1:11:03      | +0:01:19   |
| 4                 | Ecuador      | Elizabeth Bravo María Cristina Farez Andrés Cabascango Juan José Andrade | 1:11:18      | +0:01:34   |
| 5                 | Colombia     | Diana Castillo Maira Vargas Carlos Quinchara Hernán Rubiano              | 1:13:05      | +0:03:21   |
| 6                 | Venezuela    | Natasha Faria Elena Pérez Joscar Duque Carlos Pérez                      | 1:15:36      | +0:05:52   |